# Самум
Самум је врста ветра који дува у пустињама Арабије и северне Африке. Ово је сув, веома јак и врео ветар и најчешће са собом носи велике количине песка и пешчане прашине.